# Complex proteic

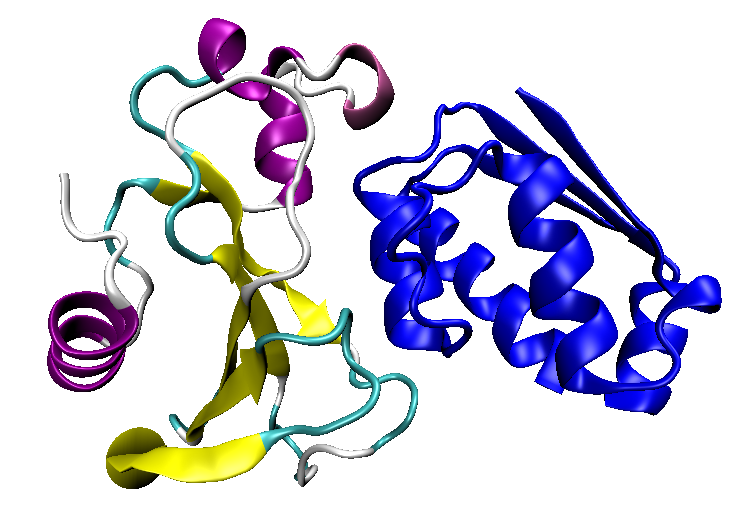
Proteïnes del Bacillus amyloliquefaciens formant un complex.

Un complex proteic és un grup de dues o més proteïnes associades de forma molt estable formades per interaccions proteïna-proteïna. Els complexos proteics són una forma d'estructura quaternària. La comprensió de la interacció funcional de les proteïnes és un camp important de recercar en bioquímica i biologia cel·lular.
De manera similar a la fosforilació, la formació d'un complex sovint serveix per activar una o més de les proteïnes associades.
Molts complexos proteics estan ja establerts, particularment al llevat Saccharomyces cerevisiae. Un cop desxifrat el genoma humà, l'aclariment de la majoria d'aquests complexos està en procés.
L'estructura molecular dels complexos proteics pot ser determinada per tècniques experimentals com la cristal·lografia de raigs X i la ressonància magnètica nuclear (RMN). També a través de tecnologies com la del MALDI-TOF (com la Intensity fading MALDI-TOF mass spectrometry, una derivada).